# 효고현 제2구
효고현 제2구(兵庫県 第2区)는 일본의 중의원 선거구이다. 1994년 공직선거법으로 신설되었다.

## 지역
- 고베시
  - 효고구
  - 나가타구
  - 기타구
- 니시노미야시 일부

## 역대 중의원 의원
- 아카바 가즈요시 (소속정당: 공명당, 임기: 1996년 ~ 2009년, 2012년 ~ 현재)
- 무코야마 코우이치 (소속정당: 민주당, 임기: 2009년 ~ 2012년)